# Turn Out the Stars
Albums de Bill Evans
Live in Koblenz : 1979
(1979) Letter To Evan
(1980)
Turn Out The Stars : The Final Village Vanguard Recordings est un coffret de 6 CD du pianiste de jazz Bill Evans enregistré en 1980 et édité en 1996.

## Historique
Ce coffret de 6 CD fut publié pour la première fois en 1996 par le label Warner Bros Records (9 45925-2).
Il est accompagné d'un livret de 40 pages contenant, entre autres, un article du pianiste Harold Danko et l'analyse par le critique Bob Blumenthal de tous les titres.
Les titres qui composent ce coffret ont été enregistrés en public en juin 1980 (les 4, 5, 6 et 8) au Village Vanguard, lors du dernier engagement du pianiste dans ce club.
Le projet initial de la productrice Helen Keane était un double LP. 9 pistes avaient même été sélectionnées par Bill Evans, Helen Keane et l'ingénieur du son Malcolm Addey. Ce sont ces pistes qui sont la matière de l'édition en un seul CD : The Artist's Choice: Highlights from Turn Out The Stars.
Malgré le nombre important de morceaux, ce coffret ne contient pas tous les titres enregistrés lors de cet engagement. Certains titres (parfois même un « set » complet) ont été « rejetés ». On peut avoir le listing complet des titres enregistrés lors des 12 sets (4jours, 3 sets par jour) sur le site http://www.jazzdisco.org/bill-evans/discography/#800604
Signalons que certains de ces titres avaient été précédemment publiés dans un coffret « collector » (tirage limité à 3500 exemplaires numérotés) de 10 LPs édité par le label Mosaic (171) : Bill Evans : The Final Village Vanguard Sessions - June 1980.

## Titres
- Disque 1 :

| No | Titre                                                                                  | Musique                        | Durée |
| -- | -------------------------------------------------------------------------------------- | ------------------------------ | ----- |
| 1. | Bill's Hit Tune (retenu pour The Artist's Choice : Highlights from Turn Out The Stars) | Bill Evans                     | 7:47  |
| 2. | Nardis                                                                                 | Miles Davis                    | 15:37 |
| 3. | If You Could See Me Now                                                                | Tadd Dameron, Carl Sigman      | 5:44  |
| 4. | The Two Lonely People                                                                  | Bill Evans                     | 7:10  |
| 5. | Laurie (retenu pour The Artist's Choice : Highlights from Turn Out The Stars)          | Bill Evans                     | 6:32  |
| 6. | My Romance                                                                             | Richard Rodgers, Lorenz Hart   | 7:47  |
| 7. | Tiffany                                                                                | Bill Evans                     | 5:41  |
| 8. | Like Someone in Love                                                                   | Jimmy Van Heusen, Johnny Burke | 7:34  |
| 9. | Letter to Evans                                                                        | Bill Evans                     | 5:22  |

- Disque 2 :

| No | Titre                                                                                   | Musique                       | Durée |
| -- | --------------------------------------------------------------------------------------- | ----------------------------- | ----- |
| 1. | Days of Wine and Roses                                                                  | Henry Mancini, Johnny Mercer  | 8:59  |
| 2. | Emily                                                                                   | Johnny Mandel                 | 4:09  |
| 3. | My Foolish Heart (retenu pour The Artist's Choice : Highlights from Turn Out The Stars) | Victor Young, Ned Washington  | 4:10  |
| 4. | Nardis                                                                                  | Miles Davis                   | 16:17 |
| 5. | Yet Ne'er Broken                                                                        | Bill Evans                    | 6:36  |
| 6. | Quiet Now                                                                               | Denny Zeitlin (en)            | 5:11  |
| 7. | But Not for Me                                                                          | George Gershwin, Ira Gershwin | 7:55  |
| 8. | Spring Is Here                                                                          | Richard Rodgers, Lorenz Hart  | 4:21  |
| 9. | Autumn Leaves                                                                           | Jacques Prévert, Joseph Kosma | 5:05  |

- Disque 3 :

| No  | Titre                                                                                     | Musique                        | Durée |
| --- | ----------------------------------------------------------------------------------------- | ------------------------------ | ----- |
| 1.  | Your Story                                                                                | Bill Evans                     | 3:58  |
| 2.  | Re: Person I Knew                                                                         | Bill Evans                     | 4:32  |
| 3.  | Polka Dots and Moonbeams                                                                  | Jimmy Van Heusen, Johnny Burke | 6:24  |
| 4.  | The Two Lonely People                                                                     | Bill Evans                     | 7:08  |
| 5.  | Theme from M*A*S*H (Suicide Is Painless)                                                  | Johnny Mandel, Michael Altman  | 4:07  |
| 6.  | Tiffany                                                                                   | Bill Evans                     | 5:25  |
| 7.  | Turn Out the Stars (retenu pour The Artist's Choice : Highlights from Turn Out The Stars) | Bill Evans                     | 6:21  |
| 8.  | Laurie                                                                                    | Bill Evans                     | 6:23  |
| 9.  | My Romance                                                                                | Richard Rodgers, Lorenz Hart   | 8:19  |
| 10. | Knit for Mary F.                                                                          | Bill Evans                     | 6:13  |
| 11. | Midnight Mood                                                                             | Joe Zawinul, Ben Raleigh       | 5:50  |
| 12. | Time Remembered                                                                           | Bill Evans                     | 5:37  |

- Disque 4 :

| No | Titre                                                                                   | Musique                      | Durée |
| -- | --------------------------------------------------------------------------------------- | ---------------------------- | ----- |
| 1. | Days of Wine and Roses                                                                  | Henry Mancini, Johnny Mercer | 8:49  |
| 2. | Up With the Lark                                                                        | Jerome Kern, Leon Robin      | 5:13  |
| 3. | Nardis                                                                                  | Miles Davis                  | 15:02 |
| 4. | Your Story                                                                              | Bill Evans                   | 3:54  |
| 5. | Yet Ne'er Broken (retenu pour The Artist's Choice : Highlights from Turn Out The Stars) | Bill Evans                   | 6:48  |
| 6. | If You Could See Me Now                                                                 | Tadd Dameron, Carl Sigman    | 6:18  |
| 7. | Bill's Hit Tune                                                                         | Bill Evans                   | 7:49  |
| 8. | Tiffany                                                                                 | Bill Evans                   | 4:56  |
| 9. | In Your Own Sweet Way                                                                   | Dave Brubeck                 | 9:57  |

- Disque 5 :

| No  | Titre                                                                                        | Musique                        | Durée |
| --- | -------------------------------------------------------------------------------------------- | ------------------------------ | ----- |
| 1.  | I Do It for Your Love (retenu pour The Artist's Choice : Highlights from Turn Out The Stars) | Paul Simon                     | 5:16  |
| 2.  | Five                                                                                         | Bill Evans                     | 4:07  |
| 3.  | Polka Dots and Moonbeams                                                                     | Jimmy Van Heusen, Johnny Burke | 5:58  |
| 4.  | Bill's Hit Tune                                                                              | Bill Evans                     | 8:53  |
| 5.  | Turn Out the Stars                                                                           | Bill Evans                     | 5:53  |
| 6.  | Days of Wine and Roses                                                                       | Henry Mancini, Johnny Mercer   | 7:33  |
| 7.  | But Not for Me                                                                               | George Gershwin, Ira Gershwin  | 6:57  |
| 8.  | Knit for Mary F.                                                                             | Bill Evans                     | 6:25  |
| 9.  | Like Someone in Love                                                                         | Jimmy Van Heusen, Johnny Burke | 7:33  |
| 10. | Quiet Now                                                                                    | Denny Zeitlin (en)             | 5:13  |

- Disque 6 :

| No | Titre                                                                                       | Musique                                 | Durée |
| -- | ------------------------------------------------------------------------------------------- | --------------------------------------- | ----- |
| 1. | Emily                                                                                       | Bill Evans                              | 4:16  |
| 2. | I Do It for Your Love                                                                       | Paul Simon                              | 5:36  |
| 3. | Nardis                                                                                      | Miles Davis                             | 15:54 |
| 4. | Knit for Mary F.                                                                            | Bill Evans                              | 6:01  |
| 5. | Like Someone in Love (retenu pour The Artist's Choice : Highlights from Turn Out The Stars) | Jimmy Van Heusen, Johnny Burke          | 6:21  |
| 6. | Letter to Evan                                                                              | Bill Evans                              | 6:55  |
| 7. | Minha (All Mine)                                                                            | Francis Hime                            | 3:17  |
| 8. | A Sleepin' Bee                                                                              | Harold Arlen, Truman Capote             | 4:23  |
| 9. | My Romance/Five                                                                             | Richard Rodgers, Lorenz Hart/Bill Evans | 10:09 |

## Personnel
- Bill Evans : piano
- Marc Johnson  : contrebasse
- Joe LaBarbera : batterie